# ゼロ・デイ・フォックス
20thデジタル・スタジオ（英: 20th Digital Studio、以前はフォックス・デジタル・スタジオ（2008年 - 2013年）とゼロ・デイ・フォックス（2013年 - 2020年））は、かつて存在した20世紀スタジオ（ウォルト・ディズニー・スタジオ）傘下でディズニー・エンターテインメントの一部門されているアメリカのウェブシリーズおよびウェブフィルムの制作および配給会社である。2023年10月9日に解散した。

## 概要
20thデジタル・スタジオは、動画配信サービスのNetflixとHuluのようなデジタルプラットフォームで最初に上映されるテレビと映画を作り出している。
社内目標は、「革新的で洗練され、創造的なストーリーを通じてオリジナルの物件を立ち上げ、現在のフランチャイズを拡大し、新しいビジネスモデルを展開し、新しいプラットフォームにオーディエンスを呼び込むこと」である。

## ロゴ変更
以前の社名「フォックス・デジタル・スタジオ」のロゴは、イギリスを拠点とするモーショングラフィックスと3Dアーティストの2008年に作成され、社名改名後、2013年の時点で、「ゼロ・デイ・フォックス」として反映し、同じ20世紀フォックス傘下のブルースカイ・スタジオによって作成されたロゴとなっている。
現在「20thデジタル・スタジオ」のロゴは、フォックス・コーポレーションとの混乱を避けるために2019年にディズニーによる21世紀フォックスの買収されてからディズニーが「フォックス」ブランドを削除した後、20th テレビジョンのロゴに沿って作られた。

## 作品

### テレビ
- The Ropes（2011）
- Wolfpack of Reseda（2012）
- Let's Big Happy（2012）
- Suit Up（2012）
- Bad Samaritans（2013）
- Suit Up 2（2014）
- Phenoms（2018）
- Mother Truckers（2019）

### 映画
- Shotgun Wedding（2013）
- How to Be a Man（2013）
- Parallels（2015）
- Mono（2016）
- Small Shots（2018）

## ディズニー社による買収後
2019年3月20日にアメリカのウォルト・ディズニー・カンパニーによって親会社にあたる20世紀スタジオ（21世紀フォックス）を買収を約8兆円で完了したと発表し、現在はウォルト・ディズニー・スタジオの一部部門となっている。
その後はウォルト・ディズニー・ダイレクト・トゥ・コンシューマー&インターナショナルが運営する「Disney+」などのストリーミング配信を行っている（ウォルト・ディズニー・ジャパンとNTTドコモとの連携サービスの「ディズニーデラックス」では配信未定）。